# رامشین
رامشین، روستایی است از توابع بخش مرکزی و در شهرستان جوین استان خراسان رضوی ایران. مردم روستای رامشین به زبان فارسی خراسانی با لهجه سبزواری صحبت می‌کنند.

## جمعیت
این روستا در دهستان پیراکوه قرار داشته و بر اساس سرشماری سال ۱۳۸۵ جمعیت آن ۴۰۳ نفر (۱۳۷ خانوار)
بوده‌است.
رامشین در استان خراسان رضوی شهرستان جوین و در منطقه براکوه که منطقه‌ای کوهستانی است قرار دارد. آب و هوای آن معتدل است و این امر باعث شده تابستانهای نیمه گرم و خنکی داشته باشد.
وجه تسمیه رامشین را برخی به کلمه رمه‌نشین نسبت داده‌اند چون رمه در فرهنگ فارسی به معنای گله می‌باشد و به این دلیل که آن‌ها در قدیم‌الایام گله‌دار بودند به رمه‌نشین معروف بودند و این نام طی زمان‌ها به رامشین تبدیل گشته‌است.
این روستا همینک در معرض کم‌آبی قرار دارد اما هنوز دارای مناظر دیدنی زیبایی از جمله باغ‌ها و کوه‌ها و رودها و سد و زمین‌های کشاورزی است